# 수암생명공학연구원
수암생명공학연구원(秀岩生命工學硏究院, Sooam Biotech Research Foundation)은 연구비의 보조나 지급을 통하여 생명공학분야의 기반기술 확립과 관련 연구 분야의 인재양성을 목적으로 2006년 7월 14일 설립 허가된 대한민국 과학기술정보통신부 소관의 재단법인이다. 황우석과 그를 따르던 연구원 20명에 의해 설립되었으며 사무실은 서울특별시 구로구 오류동 산 43-41에 있다. 2009년 8월에는 경기도와 함께 당뇨병 치료와 신약 개발 등을 목적으로 한 형질 전환 복제 돼지 생산에 관한 협약을 체결했다.